# Stempel-Schneidler

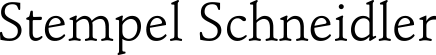
Der Schriftzug Stempel Schneidler in der Schriftart Stempel-Schneidler

Die Schriftart Stempel-Schneidler ist der Klassiker unter den Schriften der Gruppe Venezianische Renaissance-Antiqua. Sie wurde 1939 von Ernst Schneidler für die Schriftgiesserei D. Stempel AG in Frankfurt entworfen.
Die Stempel-Schneidler ist sozusagen der Extremist ihrer Gruppe, u. a. aufgrund ihrer deutlich sichtbaren Serifen-Einbuchtungen. Eine Alternative dazu wäre die 1983 entwickelte Weidemann von Kurt Weidemann, die sich aus ökonomischen Gesichtspunkten perfekt für den Mengentext macht.